# Матиас из Нойенбурга

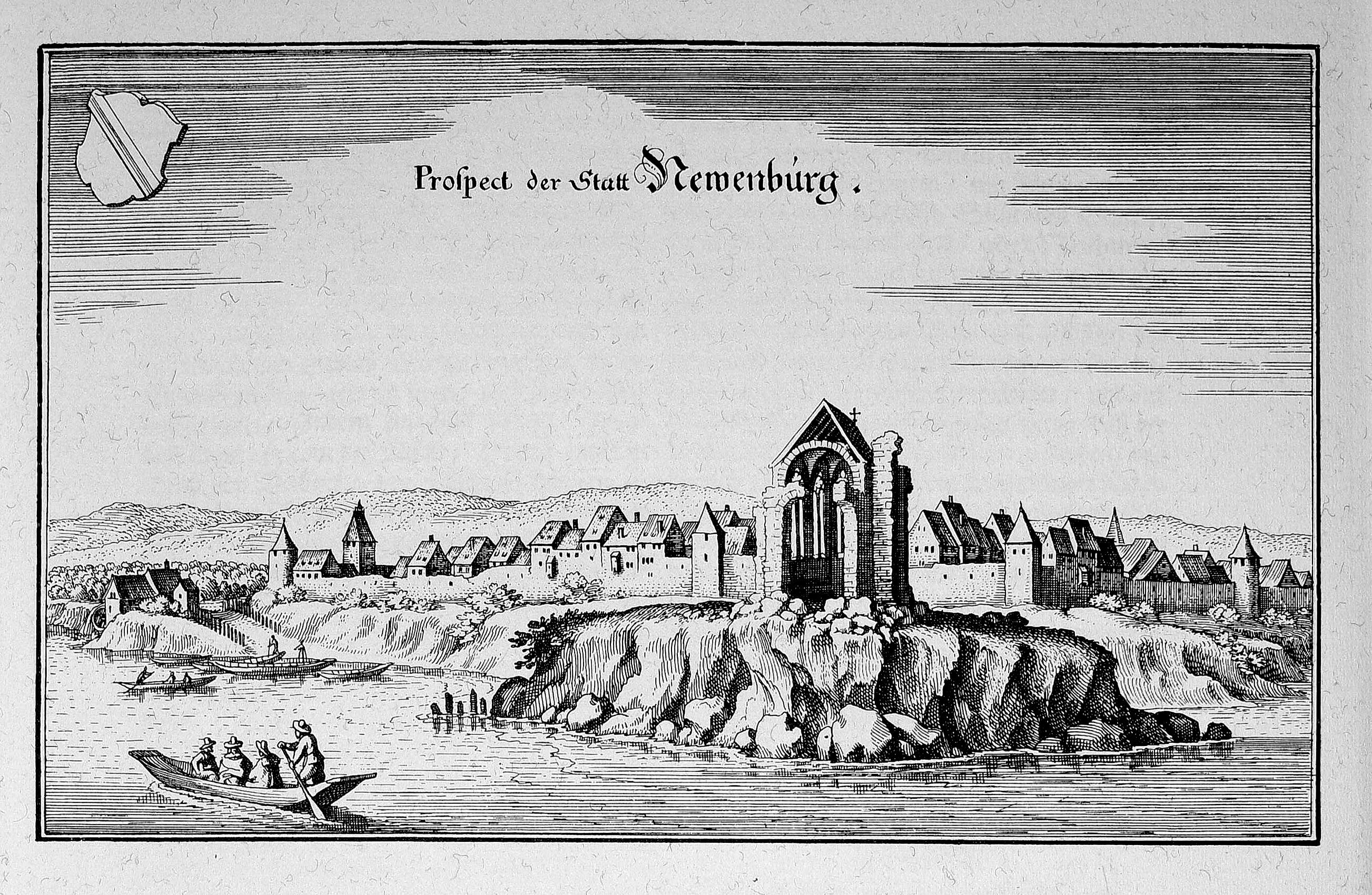
Город Нойенбург. Гравюра Маттеуса Мериана из «Топографии Эльзаса» Мартина Цайлера (1663)

Мати́ас из Нойенбурга (нем. Matthias von Neuenburg, или Mathias von Neuenburg, лат. Matthiae Nuewenburgensis, около 1295, Ноейнбург — между 1364 и 1370, Страсбург) — средневековый немецкий хронист, историк Эльзаса, автор «Хроники с приложением жития Бертольда фон Бухегга» (лат. Matthiae Neoburgensis Chronica cum continuatione et vita Berchtoldi de Buchegg, нем. Die Chronik des Matthias von Neuenburg).

## Биография

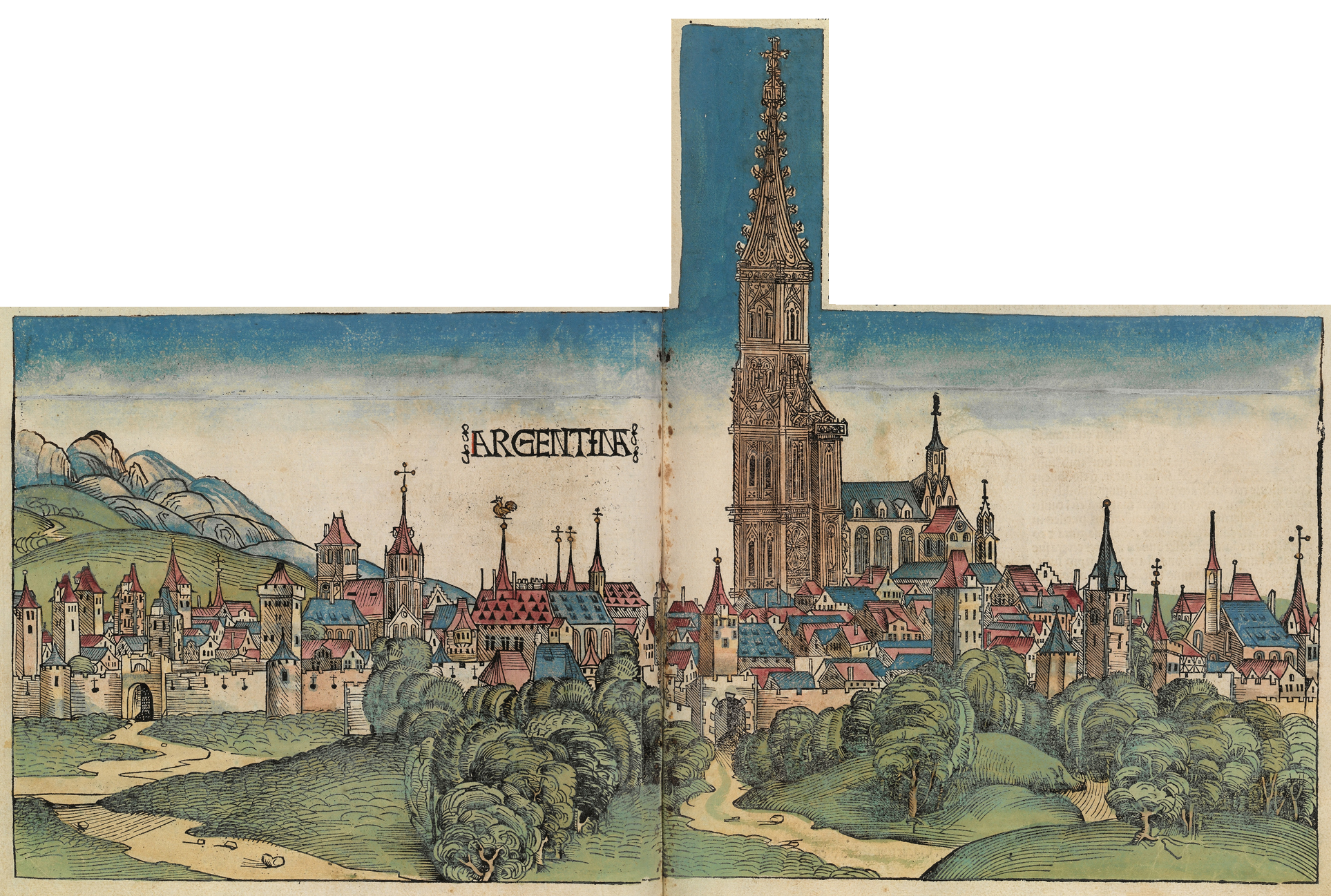
Страсбургский кафедральный собор. Ксилография из «Нюрнбергской хроники» (1493)

Родился между 1294 и 1297 годами, возможно в Ноейнбурге в Бадене, выходец из городского патрициата. С 1315/1316 года изучал каноническое право в Болонском университете, где получил степень магистра (лат. magister decretorum). Судя по сохранившемуся списку зачисленных студентов, поддерживал отношения с графом Эберхардом фон Кибургом и Питером Мюнхом, служившим позже кустодом в Лаутенбахе.
С 1327 года служил советником церковного суда в Базеле, познакомившись там с братом Тевтонского ордена Бертольдом фон Бухеггом. После разрыва в 1329 году с Базельским епископом Хартунгом Мюнхом, осел в Страсбурге при дворе фон Бухегга, получившего в управление тамошнюю епархию, сделавшись секретарём последнего, а также адвокатом местного церковного суда. В 1335 и 1338 годах участвовал в миссиях к папскому двору в Авиньон.
Исполнял должность адвоката в епископском суде Страсбурга, получив в 1342 году от Бертольда фон Бухегга во владение земли в Бенфельде, а в 1344 году — в Вейлертале.
Скончался между 1364 и 1370 годами в Страсбурге; в решении городского совета от 1370 года об изгнании его сына Хайнцмана упоминается как уже умерший.

## Хроника
Является автором латинской «Хроники с продолжением, с приложением жития Бертольда фон Бухегга» (лат. Matthiae Neoburgensis Chronica cum continuatione et vita Berchtoldi de Buchegg), составленной около 1352 года в 133 главах. В основу неё положена была «Хроника пап и императоров» (лат. Chronicon pontificum et imperatorum) Мартина Опавского (1278), другими источниками для неё послужили «Страсбургские анналы», «Кольмарская доминиканская хроника», а также доведённые до 1297 года «Анналы Элленхарда» (лат. Ellenhardi annales). 
Не особенно надёжная в плане критики источников, хроника Матиаса из Нойенбурга достаточно подробно излагает события, начиная с установления в 1273 году Рудольфом I монархии Габсбургов, до начала правления в 1350 году Карла IV. Помимо дополняющего хронику жизнеописания епископа Бертольда (лат. Gesta Bertholdi), выдержанного в панегирическом ключе, она имеет несколько продолжений, из которых лишь первое, с 1350 по 1356 год, составлено, возможно, самим автором, а три последующих, по 1368, 1374 и 1378 годы, каноником Альбертом  из Страсбурга и анонимными продолжателями.
Автор уделяет внимание преимущественно региону Верхнего Рейна, а начиная с 1328 года особенно подробно касается событий в Страсбурге и Эльзасе. Описывается религиозная и политическая борьба, в том числе между гвельфами и гибеллинами, Людвигом Баварским и Фридрихом III, германскими императорами и авиньонскими папами, дворянством и городами, а также эпидемия «чёрной смерти» (1348) и связанные с ней гонения на местных евреев (1349), движение флагеллантов и др.
Авторство хроники со времён епископа Мюнхена и Фрайзинга Альберта II Хогенберга подвергалось сомнению, её приписывали другим летописцам, в частности, вышеназванному продолжателю Альберту из Страсбурга, под именем которого она в 1553 году была частично издана в Базеле Иоганном Куспинианом, Якобу из Майнца, или анонимному нотарию из Шпайера, и лишь исследователям XX столетия удалось безусловно атрибутировать её Матиасу из Нойенбурга.
Известно, как минимум, три рукописи хроники Матиаса из Нойенбурга, две из которых, из городской библиотеки Берна и Апостольской библиотеки Ватикана, датируются XIV веком, а третья, из Австрийской национальной библиотеки в Вене, XV-м. Ещё одна рукопись конца XIV столетия из городской библиотеки Страсбурга погибла в 1870 году в огне пожара, вызванного артиллерийской бомбардировкой города. 
Научное издание хроники было выпущено в 1866 году в Берне под редакцией историка и теолога Готлиба Людвига Штудера. Ещё одна комментированная публикация была подготовлена архивистом Иоганном Фр. Бёмером для свода «Источников по истории Германии» (лат. Fontes rerum Germanicarum) и после его смерти в 1868 году переиздана в Штутгарте историком Альфонсом Хубером. Академическое издание подготовлено было в 1924 году Адольфом Хофмайстером для Monumenta Germaniae Historica.

## Семья
Около 1320 года вступил в брак с Елизаветой из влиятельного базельского рода Мюнхов, от которой имел двух сыновей: Матиаса, также ставшего священником, и Хайнцмана, изгнанного в 1370 году из Страсбурга.

## Публикации
- Matthiae Neoburgensis Chronica, cum continatione et Vita Berchtholdi de Buchegg: Die Chronik des Matthias von Neuenburg und der Vita Berchtoldi de Buchegg, hrsg. von G. Studer. — Bern, 1866. — 252 p.
- Mathiae Neuwenburgensis Cronica, 1243—1350 // Fontes rerum Germanicarum: bd. Heinricus de Diessenhofen und andere geschichtsquellen Deutschlands im späterem mittelalter. Herausgegeben aus dem nachlasse Joh. Friedrich Boehmer’s von Dr. Alfons Huber. — Band IV. — Stuttgart, 1868. — S. 149–297.
- Die Chronik des Mathias von Neuenburg. Übers. von Georg Grandaur. Mit Einleitung von Ludwig Weiland. — Leipzig, 1899. — xxviii, 292 s.
- Die Chronik des Mathias von Neuenburg. Herausgegeben von Adolf Hofmeister // Monumenta Germaniae Historica. — Tomus 4. — Berolini: APUD Weidmannos, 1924—1940. — xviii, 747 s. — (Scriptores rerum Germanicarum, Nova series).